# 小行星1780
小行星1780（1780 Kippes）是一颗围绕太阳公转的小行星。1906年9月12日，奥古斯特·科普夫在海德堡发现了此天体。
該小行星以德國天文學家奧托·基普斯命名。
这颗小行星的绝对星等为339.7744231026393等。